# Phyllachora phalaridis
Phyllachora phalaridis är en svampart som beskrevs av Orton 1944. Phyllachora phalaridis ingår i släktet Phyllachora och familjen Phyllachoraceae.   Inga underarter finns listade i Catalogue of Life.